# Alpine Lake
Alpine Lake est un réservoir dans le Comté de Marin en Californie. Formé par Alpine Dam, il alimente en eau le district municipal des eaux de Marin. Sous le barrage se trouve le Kent Lake. Alpine Lake est à l'ouest de Bon Tempe Lake. La pêche est autorisée, et l'achigan à grande bouche, l'achigan à petite bouche et la truite peuvent être capturés. Les bateaux ne sont pas autorisés sur ce lac.

## Alpine Dam
Alpine Dam (numéro d'identification national: CA00204) est un barrage par gravité achevé en 1917. Il mesure 160 mètres de long et 44 mètres de haut, avec 2,4 mètres de franc-bord. 

## Randonnée
Kent Trail le long d'Alpine Lake: Un sentier qui se déroule juste à côté des rives du Alpine Lake, à travers une forêt de séquoias sur une crête couverte de manzanita avec de superbes vues. −Distance: boucle débutant de 5,2 milles, difficulté modérée −Chiens: autorisés en laisse.

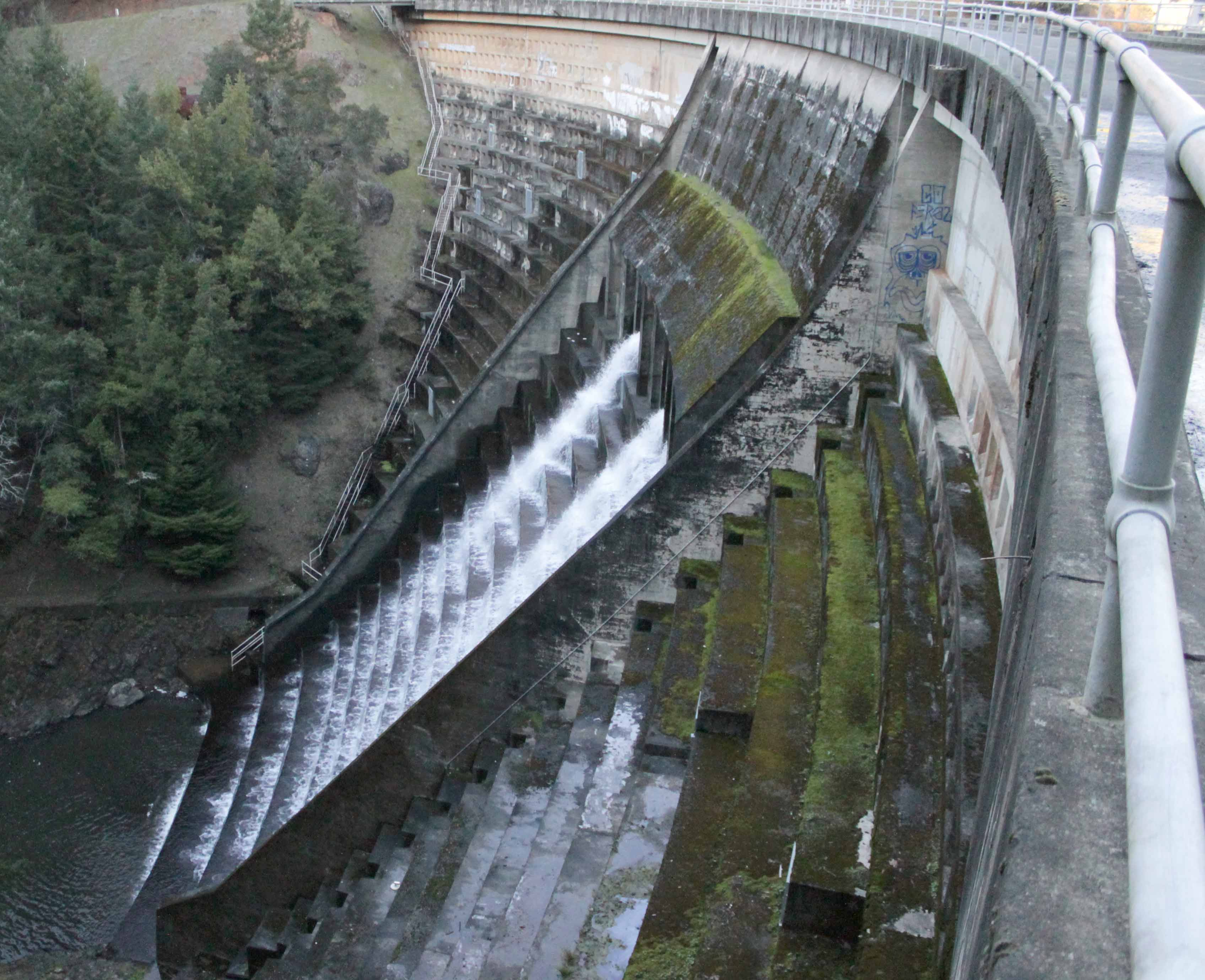
Alpine Dam et son déversoir en 2013

## Remarques
1. ↑  « MMWD » [archive du 22 juillet 2010] (consulté le 25 juillet 2010)
2. ↑  TopoQuest map, USGS, July 5, 2008